# Principat de Bar
Bar fou un estat feudatari protegit, vassall del maharaja de Jodhpur, regit per la dinastia rajput rathor del clan udawat. Fou concedit a Jagannat Singh, fill de Kalyan Das de Raipur, vers el 1617 i com a sobirans destaquen Rup Singh (vers 1769), Chatur Singh (vers 1863), Fateh Singh (+1915) i Ajit Singh (instal·lat al gaddi el 1923).